# Анте Кесич
Анте Кесич (хорв. Ante Kesić, нар. 4 грудня 1900  — пом. 24 жовтня 1971) — югославський футболіст, що грав на позиції півзахисника. Відомий виступами за клуб «Хайдук», а також національну збірну Югославії.

## Клубна кар'єра
Виступав у складі команди «Юг» (Спліт), з якою став чемпіоном першого розіграшу чемпіонату Спліта 1920 року. «Юг» несподівано в очному поєдинку переміг лідера місцевого футболу — «Хайдук» — з рахунком 1:0. Вже через два роки після цього Кесич перебрався до «Хайдука».
Дебютував у офіційному матчі в складі нового клубу 22 жовтня 1922 року у матчі чемпіонату Спліта проти «Спліта» (8:0). Виступав у команді до 1927 року. Багаторазово ставав чемпіоном футбольної асоціації Спліта.
В 1924 став з командою срібним призером чемпіонату Югославії. В 1927 році команда здобула перший титул чемпіона Югославії. Кесич виступав в матчах чемпіонату Спліта, що був відбором до змагань, але у фінальній частині жодного матчу не зіграв.
Загалом у складі «Хайдука» Кесич зіграв у 1922—1927 роках 91 матч і забив 2 м'ячі. Серед них 6 матчів і 1 гол у чемпіонаті Югославії, 16 матчів і 1 гол у чемпіонаті Спліта, 3 матчі у Кубку югославської федерації, 66 матчів у інших турнірах і товариських іграх.
| Дата       | Місто  | Господарі | Результат | Гості          | Турнір           | Голи | Примітки |
| ---------- | ------ | --------- | --------- | -------------- | ---------------- | ---- | -------- |
| 28.09.1924 | Загреб | Югославія | 0 – 2     | Чехословаччина | товариський матч | -    |          |
| Усього     |        | Матчів    | 1         |                | Голів            | 0    |          |

## Трофеї і досягнення
- Срібний призер чемпіонату Югославії: 1924
- Чемпіон футбольної асоціації Спліта: 1920 (у складі «Юга»), 1922-23, 1923-24, 1924-25, 1927 (в), 1927 (о) (у складі «Хайдука»)
- Срібний призер Кубка короля Олександра: 1924